# Trịnh Định công
Trịnh Định công (chữ Hán: 鄭定公; trị vì: 529 TCN–514 TCN), tên thật là Cơ Ninh (姬寧), là vị vua thứ 17 của nước Trịnh – chư hầu nhà Chu trong lịch sử Trung Quốc.
Cơ Ninh là con trai của Trịnh Giản công – vị vua thứ 16 của nước Trịnh. Năm 530 TCN, Trịnh Giản công mất, Cơ Ninh lên làm vua, tức Trịnh Định công.
Mùa thu năm 529 TCN, Trịnh Định công sang nước Tấn, yết kiến Tấn Chiêu công và dự hội chư hầu do nước Tấn tổ chức tại Bình Khưu.
Cùng năm đó, Sở Linh vương bị em là Khí Tật giết để giành ngôi tức Sở Bình vương. Sở Bình vương đem những đất Sở Linh vương đã lấn chiếm trước đây trả lại cho nước Trịnh.
Năm 522 TCN, Sở Bình vương muốn giết thế tử Kiến (để lập con nhỏ là Trân làm thái tử), thế tử Kiến bỏ trốn sang nước Trịnh. Trịnh Định công cho ở nhờ.
Năm 520 TCN, thái tử Kiến nước Sở mưu cùng nước Tấn tập kích đánh úp chiếm nước Trịnh. Trịnh Định công phát hiện ý định, bèn giết chết Kiến. Con Kiến là công tôn Thắng cùng thủ hạ Ngũ Viên chạy trốn sang nước Ngô.
Năm 519 TCN, Trịnh Định công sang nước Tấn. Nước Tấn và nước Trịnh cùng hợp binh dẹp loạn nhà Chu, dẹp vương tử Triều, đưa Chu Kính Vương lên ngôi.
Năm 514 TCN, Trịnh Định công qua đời. Ông ở ngôi 16 năm. Con ông là Cơ Mãi lên kế vị, tức Trịnh Hiến công.